# Profil (album de Garolou)
Pour les articles homonymes, voir Profil.
 (novembre 2018).
Si vous disposez d'ouvrages ou d'articles de référence ou si vous connaissez des sites web de qualité traitant du thème abordé ici, merci de compléter l'article en donnant les références utiles à sa vérifiabilité et en les liant à la section « Notes et références ».
Albums de Garolou
Romancero
(1980) Centre-Ville
(1982)
Profil est une compilation des meilleurs succès du groupe de musique traditionnelle, rock et folk franco-ontarien et québécois Garolou, sortie en 1981.

## Liste des titres
|       | Face A                          |                  |       |
| A1.   | La belle Françoise              | Lougarou (1976)  | 5:53  |
| A2.   | La complainte du maréchal Biron | Garolou (1978)   | 5:24  |
| A3.   | Germaine                        | Garolou          | 10:30 |
| A4.   | Victoria                        | Garolou          | 2:55  |
|       | Face B                          |                  |       |
| B1.   | La danse de la limonade         | Romancero (1980) | 2:58  |
| B2.   | Dans Paris                      | Romancero        | 3:55  |
| B3.   | Ah, toi belle hirondelle !      | Lougarou         | 4:10  |
| B4.   | Sur le bout du pont             | Romancero        | 3:30  |
| B5.   | Aux Illinois                    | Garolou          | 3:42  |
| 45:15 |                                 |                  |       |

## Membres du groupe
- Michel Lalonde : chant, guitare
- Marc Lalonde : guitare basse, chant
- Gaston Gagnon : guitare solo, chant
- Réginald Guay : claviers, chant
- Michel (Stan) Deguire : batterie